# Lantana microcarpa
Lantana microcarpa là một loài thực vật có hoa trong họ Cỏ roi ngựa. Loài này được Urb. mô tả khoa học đầu tiên năm 1908.